# Violència simbòlica
El concepte de violència simbòlica (també traduït com a poder simbòlic) va fer aparició per primer cop en l'obra sociològica de Pierre Bourdieu per tal de definir els modes tàcits i gairebé inconscients en els quals s'exerceix dominació social i cultural, i més exactament des dels mateixos hàbits socials del dia a dia que s'exerceixen sobre subjectes conscients. Aquesta violència és simbòlica en tant que té el rol de disciplina emprada contra un altre per recordar i confirmar el lloc que li pertoca en la jerarquia de la societat. Un terme proper a algunes de les seves connotacions és del "poder tou". La violència simbòlica implica accions explícites o implícites que tenen un sentit discriminatori o insultant, sempre retornant a la qüestió de qui manté l'hegemonia en una societat. Per exemple, la dominació de gènere i el racisme. Aquesta violència manté el seu efecte malgrat una percepció errònia de les relacions del poder que tenen lloc en un indret donat. Mentre que la violència simbòlica requereix un dominant, també requereix que un dominat reconegui la posició que se li ha assignat en l'intercanvi de valor social que té lloc entre tots dos.
Es pot interpretar la filiació d'aquest concepte com una herència del concepte de falsa consciència en Friedrich Engels. Segons Engels, en el capitalisme els objectes i les mateixes relacions socials estan marcades de valor social que depèn dels actors involucrats en aquestes interaccions. Si fos retirada la il·lusió de la llei natural com a àrbitre de les transaccions de valors social i físic, el proletariat no es voldria sotmetre de manera conscient a un ordre de relacions socials que va en contra dels seus interessos. Els actors dominants en una societat han d'acceptar conscientment que un tal ordre ideològic és real per tal que aquests intercanvis en societat tinguin lloc. Louis Althusser va desenvolupar encara més aquest concepte en la seva obra sota el nom de "aparells ideològics de l'estat", argumentant que el poder estatal està basat com a mínim en part en la repressió simbòlica.
El concepte de violència simbòlica, en aquestes termes, apareix per primer cop a l'obra La Distinction de Pierre Bourdieu. Bourdieu hi escriu que els rols culturals són més dominants que les forces econòmiques en determinar la forma de les jerarquies de poder i com es reprodueixen d'una societat a una altra. L'estatus i el capital econòmic són ambdós necessaris per a poder mantenir el domini en un sistema, i no només el control dels mitjans de producció. La idea que hom pot posseir capital simbòlic addicionalment i de manera separada al capital financer juga un rol essencial en l'anàlisi per part de Bourdieu de les jerarquies de poder.
Per exemple, en el procés d'un intercanvi recíproc de dóns en la societat cabilenca d'Algèria, quan existeix una asimetria en riquesa entre les dues parts aquell qui posseeix més riquesa "pot imposar una relació estricta de jerarquia i deute sobre el receptor." El poder simbòlic, per tant, és fonamentalment la imposició de categories de pensament i percepció sobre agents socials dominats qui, un cop han començat a observar i avaluar el món en els termes d'aquestes categories (no necessàriament adonant-se del canvi que ha patit la seva perspectiva), comencen a percebre l'ordre social existent com just. Això, de manera repetida, perpetua una estructura social que serveix els interessos d'aquells agents que ja es troben en una situació de domini. La violència simbòlica és en certs sentits més poderosa que la violència física en tant que es troba ja immersa en els mateixos modes d'acció i les estructures de cognició dels individus, i en el sentit que imposen l'espectre de la legitimitat de l'ordre social existent.